# 非洲阔嘴鸟
非洲阔嘴鸟（学名：Smithornis capensis），是阔嘴鸟科非洲阔嘴鸟属的一种，分布于津巴布韦、加蓬、斯威士兰、几内亚比绍、赞比亚、科特迪瓦、安哥拉、南非、卢旺达、喀麦隆、纳米比亚、加纳、中非共和国、尼日利亚、利比里亚、肯尼亚、坦桑尼亚、刚果民主共和国、博茨瓦纳、刚果、马拉维、塞拉利昂、乌干达和莫桑比克。全球活动范围约为3,010,000平方千米。该物种的保护状况被评为无危。
其种加词“capensis”意为“南非开普省的/好望角的”。
非洲阔嘴鸟的平均体重约为23.2克。栖息地包括亚热带或热带的（低地）湿润疏灌丛、亚热带或热带的（低地）干燥疏灌丛、亚热带或热带的湿润低地林、亚热带或热带的旱林、耕地、种植园、干燥的稀树草原和亚热带或热带的湿润山地林。